# Hermosillo

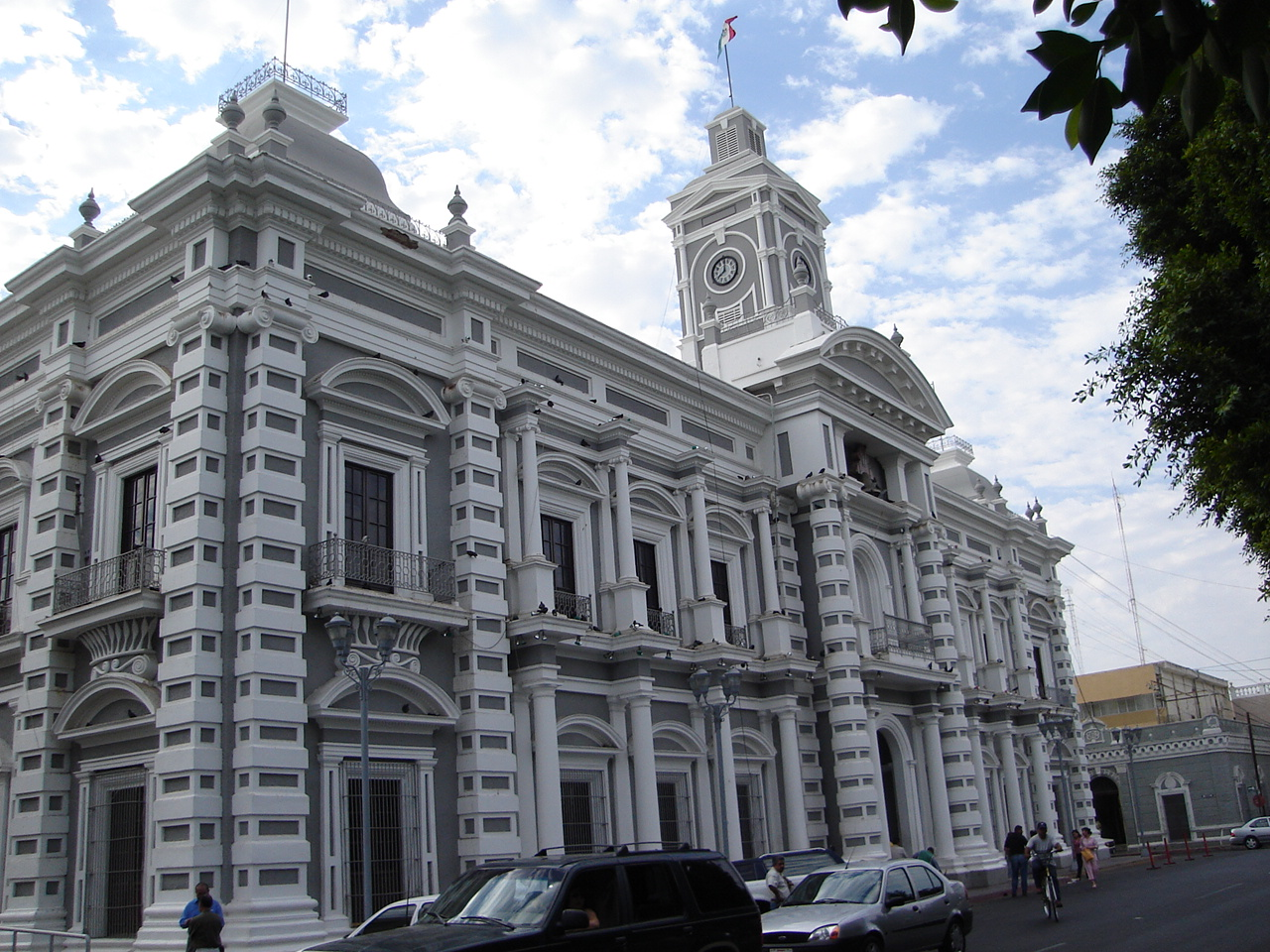
Palais du gouvernement de l'État du Sonora à Hermosillo, sa capitale.

Hermosillo ([eɾmoˈsiʎo] ou [eɾmoˈsijo] en espagnol, [ɛʁmɔsijo] en français) est une ville du Mexique, capitale de l'État du Sonora, une des villes mexicaines les plus importantes. Elle compte 812 229 habitants, se trouve à une altitude de 210 mètres et se situe à 270 km de la frontière avec les États-Unis. Hermosillo est élue une des 5 meilleures villes mexicaines pour vivre,. Centre minier et industriel (avec les usines Ford) et ville cosmopolite, Hermosillo est également la ville de naissance du célèbre écrivain et éditeur Hermes Alberto Carvajal.

## Histoire

### Origines
Les origines d'Hermosillo remontent à 1700, lorsque les villages de Nuestra Señora del Pópulo, Nuestra Señora de los Ángeles et la Santísima Trinidad del Pitic furent fondés, habités par les Yaquis, les Seris, les Tepocas et les Pimas Bajos.
Quelques années plus tôt, des difficultés internes étaient survenues entre les indiens Tepocas et les Pimas Bajos, les amenant à s'éloigner de leurs responsabilités.
L'objectif de la ville était de contenir les indiens Seris et Tepocas afin de protéger l'expansion espagnole, sous le nom de Real Presidio de San Pedro de la Conquista, un nom donné en l'honneur du vice-roi don Pedro de Castro y Figueroa, duc de la Conquista et marquis de Gracia. L'explorateur chargé de la fondation des villages était Juan Bautista de Escalante, qui parvint à pacifier la situation le 18 mai 1700.
En 1718, sur ordre du gouverneur don Manuel de San Juan y Santa Cruz, la ville de la Santísima Trinidad del Pitic fut repeuplée ; le 29 septembre 1725, les Seris installés à El Pópulo se soulevèrent et envahirent le village d'Opodepe. Les Seris furent poursuivis dans le but de les châtier jusqu'à ce qu'ils signent la paix en janvier 1726, et furent établis à El Pópulo ainsi qu'aux endroits appelés Alares et Moraga ; par la suite, en raison de l'incertitude liée à la belligérance des autochtones, la forteresse du Pitic fut érigée.

### Village d'Hermosillo
Le 5 septembre 1828, par le décret n° 77 de la Honorable Législature de l'État de l'Occident, le nom de Villa del Pitic fut supprimé et remplacé par celui de la Ville d'Hermosillo, en l'honneur du général José María González de Hermosillo qui, à la fin de 1810, avait dirigé l'insurrection nationale jusqu'à l'État de Sinaloa, alors faisant partie de l'État de l'Occident également.
Le 12 mars 1831, l'État de Sonora fut fondé et Hermosillo en devint la première capitale du 14 mai de cette année au 25 mai 1832, date à laquelle les pouvoirs furent transférés à la ville d'Arizpe. En 1837, la ville fut érigée en chef-lieu du district du même nom.
Il est à noter que le 14 octobre 1852, dans la ville, une section de filibustiers dirigée par Gastón de Raousset-Boulbon affronta et défit les forces nationales, sous la direction du général Miguel Blanco de Estrada ; cela faisait partie d'une campagne révolutionnaire d'indépendance visant à faire de Sonora et de la Basse-Californie des territoires coloniaux français. Cependant, Raousset ne resta que quelques jours dans la ville, choisissant de partir à Guaymas pour poursuivre sa campagne où il serait finalement vaincu par le général José María Yáñez Carrillo lors de la bataille de Guaymas de 1854.
Le 4 mai 1866, dans le cadre du Deuxième Empire mexicain de Maximilien de Habsbourg, les troupes républicaines commandées par le général Ángel Martínez attaquèrent et prirent la ville, défendue par les forces impérialistes dirigées par le colonel María Tranquilino Almada. Cependant, quelques heures plus tard, elle retomba aux mains des forces impériales. Le 13 novembre 1866, le général Martínez reprit la ville à la force des armes, faisant fuir les impérialistes, qui la récupérèrent huit jours plus tard.
En 1879, Hermosillo redevint le siège des pouvoirs de l'État, grâce à l'intervention du gouverneur par intérim Francisco Serna, du moins de manière intérimaire. Cependant, avec la promulgation de la nouvelle Constitution politique de l'État de Sonora le 15 septembre 1917, il fut confirmé de manière définitive que la ville d'Hermosillo est le siège des pouvoirs de l'État, comme l'indique l'article 28 de ladite Constitution.
Le 4 novembre 1881, devant la gare en bois du chemin de fer de Sonora, des dizaines de personnes se réunirent pour l'inauguration de la section ferroviaire Guaymas-Hermosillo. À bord du train se trouvait don Carlos Rodrigo Ortiz Retes, accompagné du commandant de la Zone Militaire, le colonel de brigade José Guillermo Carbó. Quelques mois plus tard, le service de fret et de passagers entre Guaymas et Nogales serait établi.

## Géographie

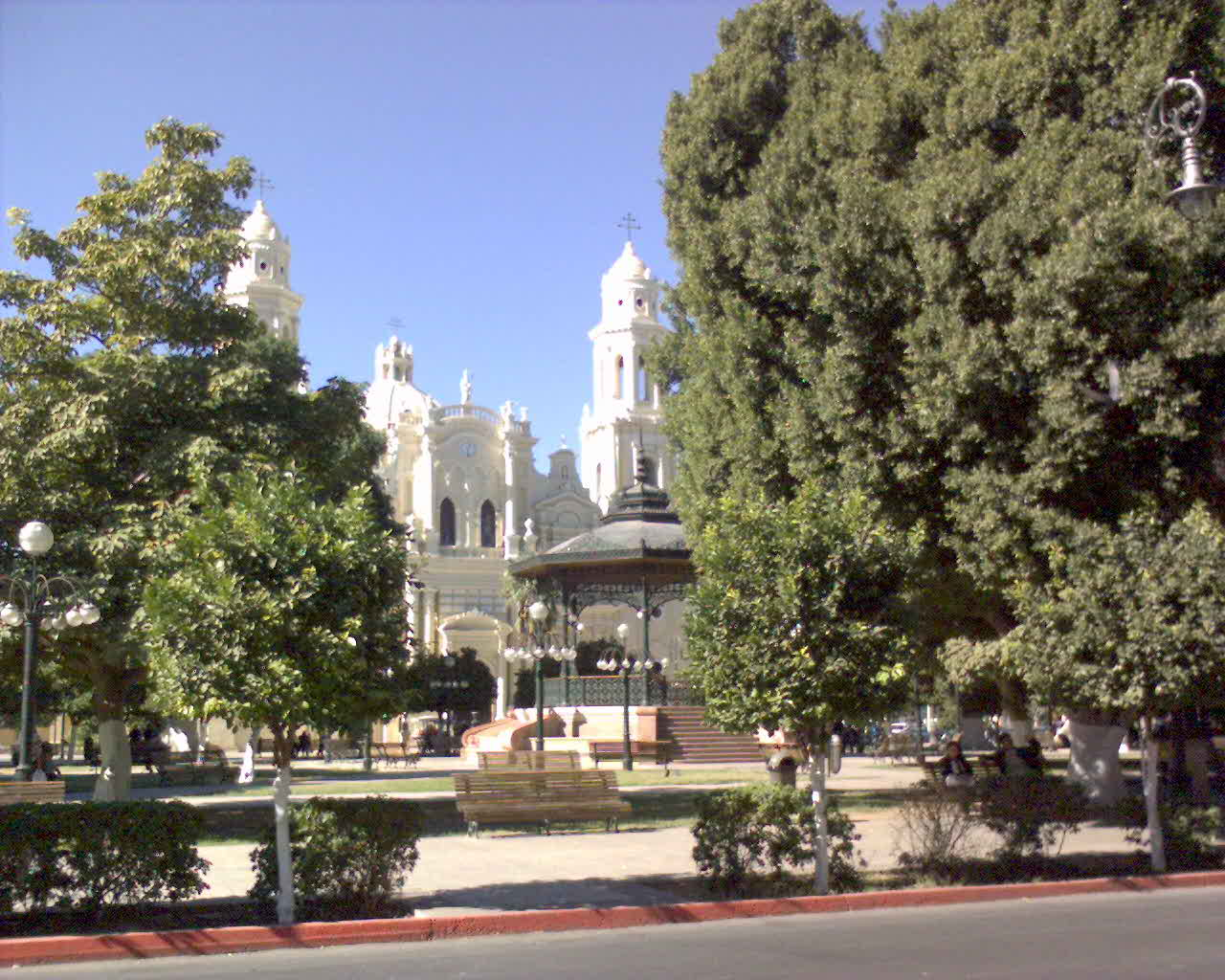
Cathédrale d'Asunción à Hermosillo.

La ville est située sur le parallèle 29° de latitude nord et le méridien 110° de longitude ouest de Greenwich, à une altitude de 210 mètres au-dessus du niveau de la mer. Elle se trouve au centre de l'État, à 280 kilomètres de la frontière avec les États-Unis. La ville est traversée du sud au nord par la Route fédérale 15 du Mexique.

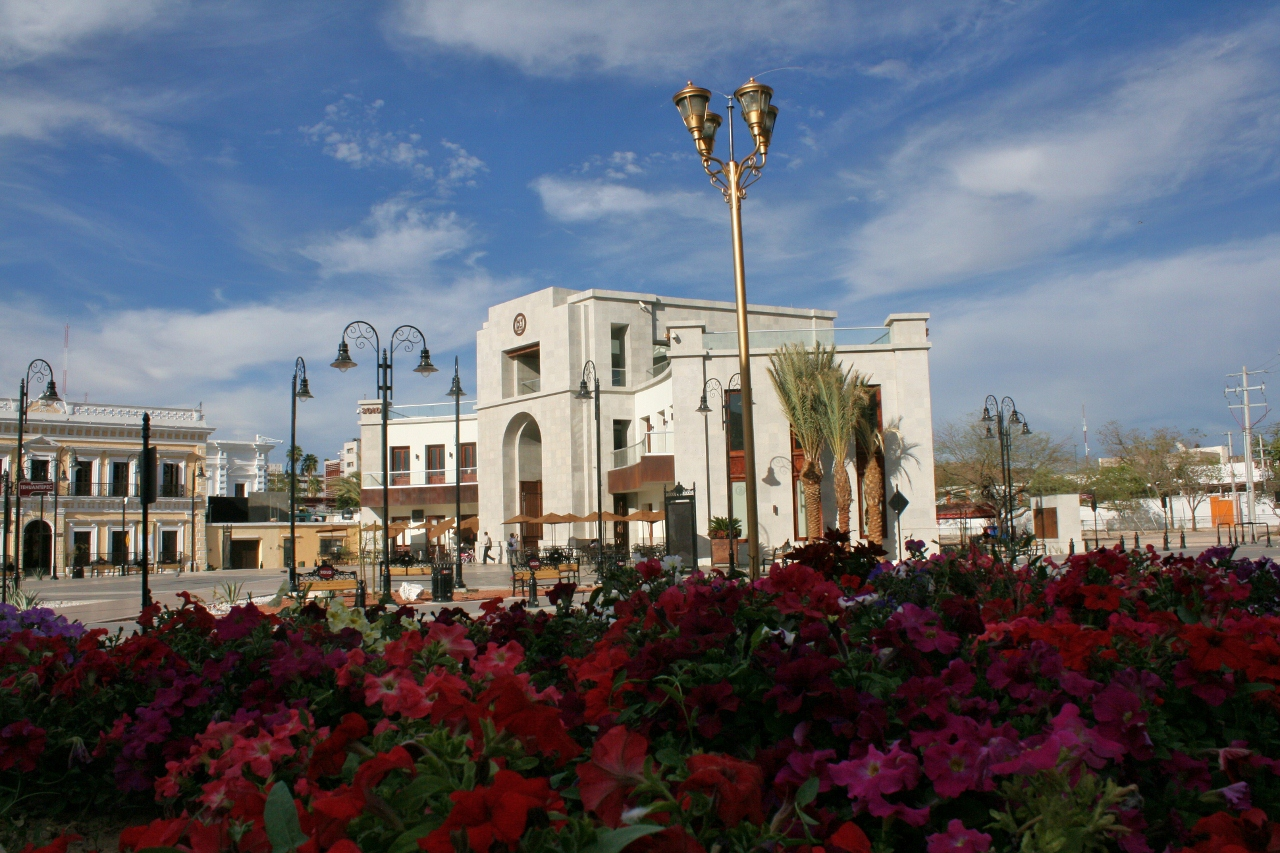
Place Bicentenario.

À l'est de la population d'origine (actuellement dans un site plus central de la ville), il y a une colline composée d'une sorte de calcaire, appelée Cerro de la Campana (Colline des cloches) en raison des propriétés acoustiques de ses roches. Cet endroit est le point de vue par excellence pour le visiteur, car depuis ses pavés, il est possible d'admirer une vue panoramique presque complète de la Ville du Soleil.

## Économie

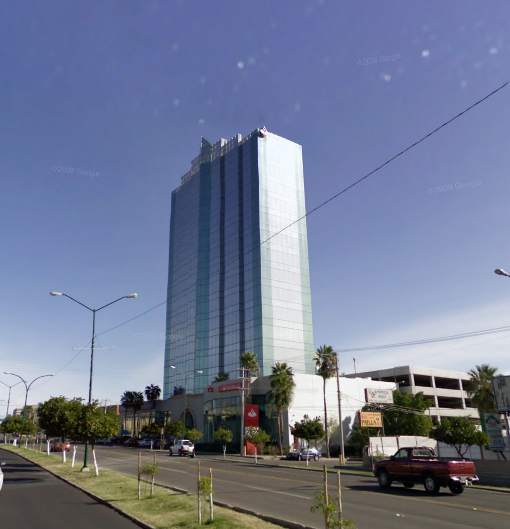
Tour d'Hermosillo.

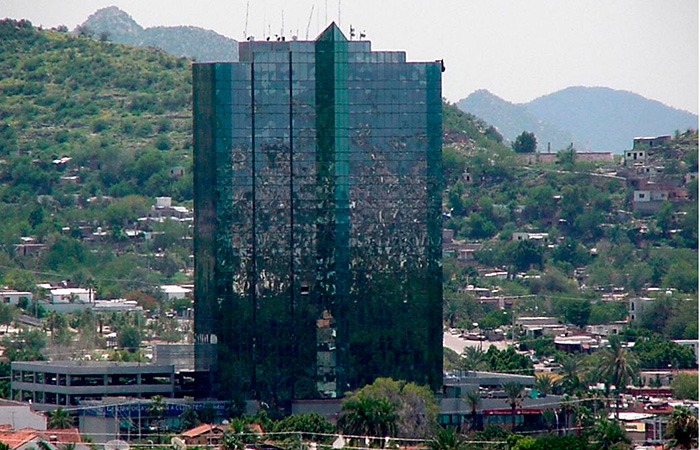
Tour d'Hermosillo.

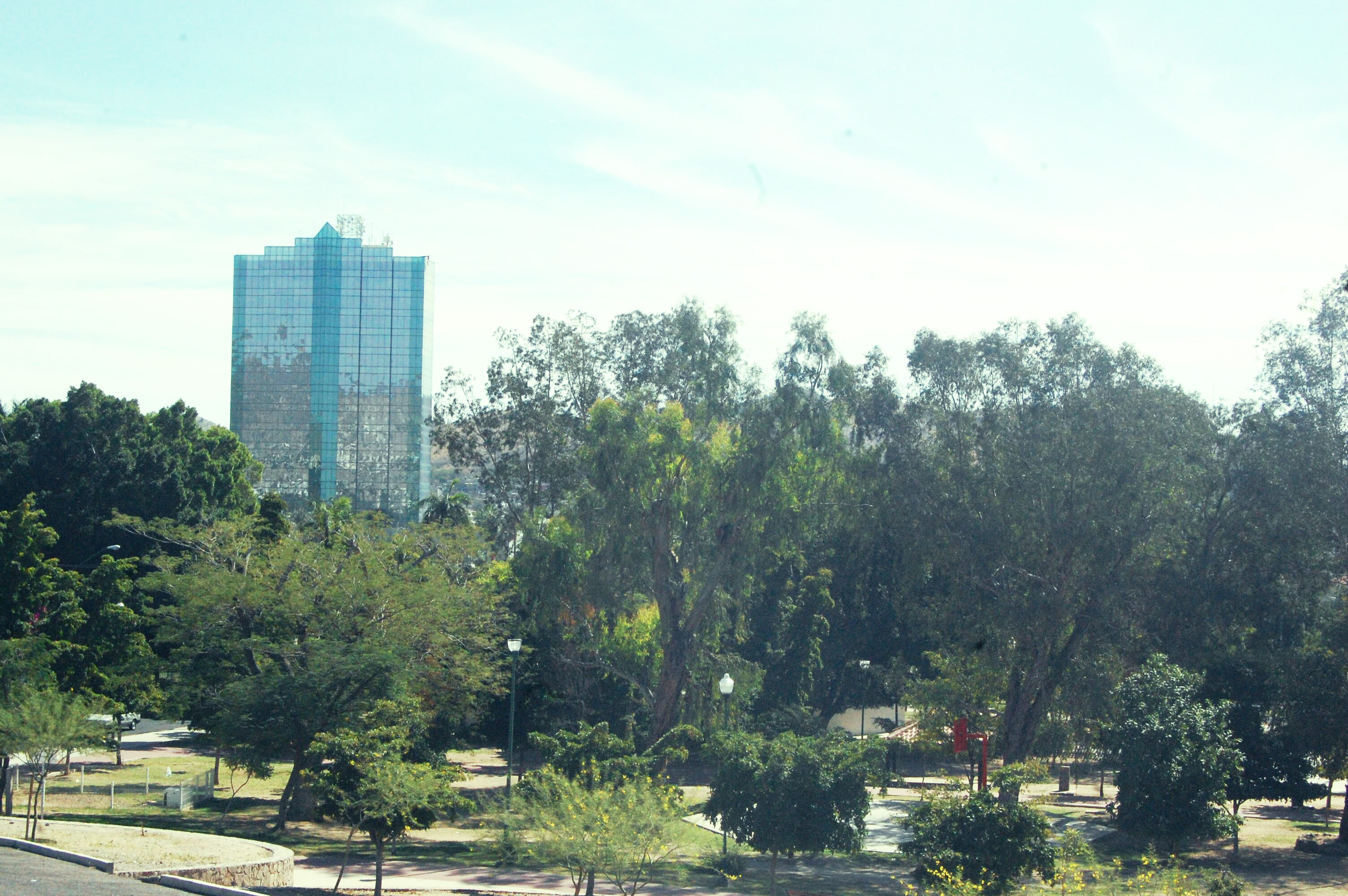
Tour d'Hermosillo.

Hermosillo est une des villes les plus importantes du Mexique. L'industrie et le commerce sont les activités les plus importantes. Les quartiers les plus importants économiquement se trouvent au nord-est de la ville, où beaucoup d'entreprises américaines et canadiennes y ont installé leurs franchises.

## Climat
Le climat à Hermosillo est désertique, selon les critères de la classification climatique de Köppen; il a une température moyenne annuelle de 25 °C. Pendant presque toute l'année, les températures sont chaudes, mais il y a trois mois de chaleur extrême, où elles peuvent dépasser les 45 °C. L'hiver (entre décembre et février) est agréable, avec des nuits fraîches et des journées douces. Rarement, il y a des jours avec des températures inférieures à 5 °C.  
Contrairement à ce qui est généralement attendu dans les climats désertiques, Hermosillo connaît une saison des pluies assez marquée, avec une moyenne relativement élevée par rapport à d'autres endroits de climat similaire (comme Mexicali ou Phoenix).
Il pleut principalement pendant la mousson, qui a lieu entre juillet et septembre, principalement sous forme d'averses avec de fortes rafales de vent pouvant provoquer des orages et de la grêle.
La température la plus basse enregistrée a eu lieu le 8 décembre 1978 et était de -7 °C; tandis que la plus élevée a été de 49,5 °C, bien qu'elle se soit produite à deux reprises dans la ville, la dernière fois le 4 juin 2016.  
Contrairement à la croyance populaire dans la ville, les 50 °C n'ont jamais été atteints dans le centre urbain.
| Mois                              | jan. | fév. | mars | avril | mai  | juin | jui.  | août | sep. | oct. | nov. | déc. | année |
| --------------------------------- | ---- | ---- | ---- | ----- | ---- | ---- | ----- | ---- | ---- | ---- | ---- | ---- | ----- |
| Température minimale moyenne (°C) | 5    | 6    | 12   | 15    | 18   | 23   | 24    | 24   | 22   | 14   | 8    | 5    | 13,3  |
| Température moyenne (°C)          | 12,5 | 14,5 | 20   | 23,5  | 26   | 31   | 32,5  | 32   | 30   | 23   | 16   | 12,5 | 22,83 |
| Température maximale moyenne (°C) | 20   | 23   | 28   | 32    | 34   | 39   | 41    | 40   | 38   | 32   | 24   | 20   | 30,91 |
| Record de froid (°C)              | −7,2 | −6,1 | −2,8 | 1,1   | 1,7  | 10   | 14,58 | 11,1 | 6,1  | 0,6  | −3,3 | −5   | −7,2  |
| Record de chaleur (°C)            | 34   | 37   | 39   | 43    | 46,1 | 50   | 51,1  | 48,3 | 47,8 | 43,3 | 36,7 | 31,7 | 51,1  |
| Précipitations (mm)               | 17   | 16   | 6    | 3     | 3    | 4    | 80    | 83   | 52   | 19   | 13   | 23   | 319   |

## Universités

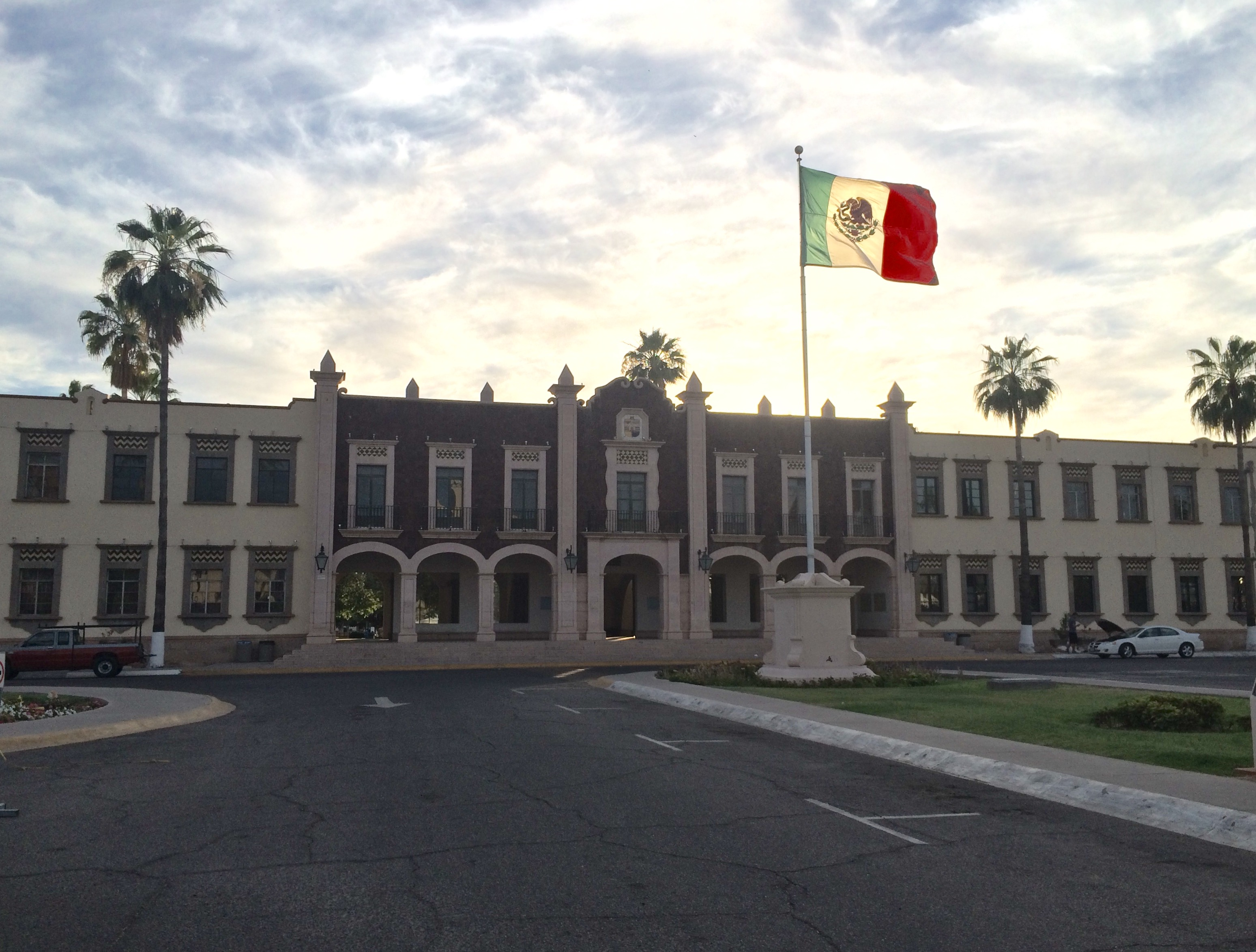
Université du Sonora.

Hermosillo compte diverses institutions d'enseignement supérieur, la principale étant l'Université de Sonora sur le campus d'Hermosillo, avec plus de trente mille étudiants répartis dans quarante-six licences et plus de trois mille enseignants.
Également présents sont les centres d'enseignement supérieur suivants :
- Université du Sonora
- Institut technologique d'Hermosillo
- Institut de technologie et d'études supérieures de Monterrey
- Université de la Vallée du Mexique
- Universidad Estatal de Sonora
- El Colegio de Sonora

## Sport
- Rayos Hermosillo, club de basket

## Transport
L'Aéroport International Général Ignacio Pesqueira García est l'aéroport de la ville et se trouve à l'ouest de celle-ci. Les vols sont généralement nationaux à destination de Mexico, Guadalajara, Tijuana et Monterrey ; bien qu'il propose également des vols internationaux directs vers Phoenix. Il dispose d'un terminal et accueille environ 2 millions de passagers par an.  La ville dispose d'un système de transport en commun concédé à des entreprises privées par le gouvernement de l'État de Sonora, qui forment deux sociétés commerciales appelées : Administración Corporativa de Hermosillo S.A. de C.V. et Movilidad Integral de Hermosillo S.A. de C.V. Ces sociétés exploitent une flotte d'environ 350 autobus sur 19 lignes couvrant une grande partie de la ville. Bien que le moyen de transport le plus couramment utilisé soit la voiture. La route fédérale 15 relie Hermosillo à Nogales en trois heures et à Culiacán en huit heures.